# Barbosella gardneri
Barbosella gardneri, es un especie de orquídea epifita originaria de Brasil.

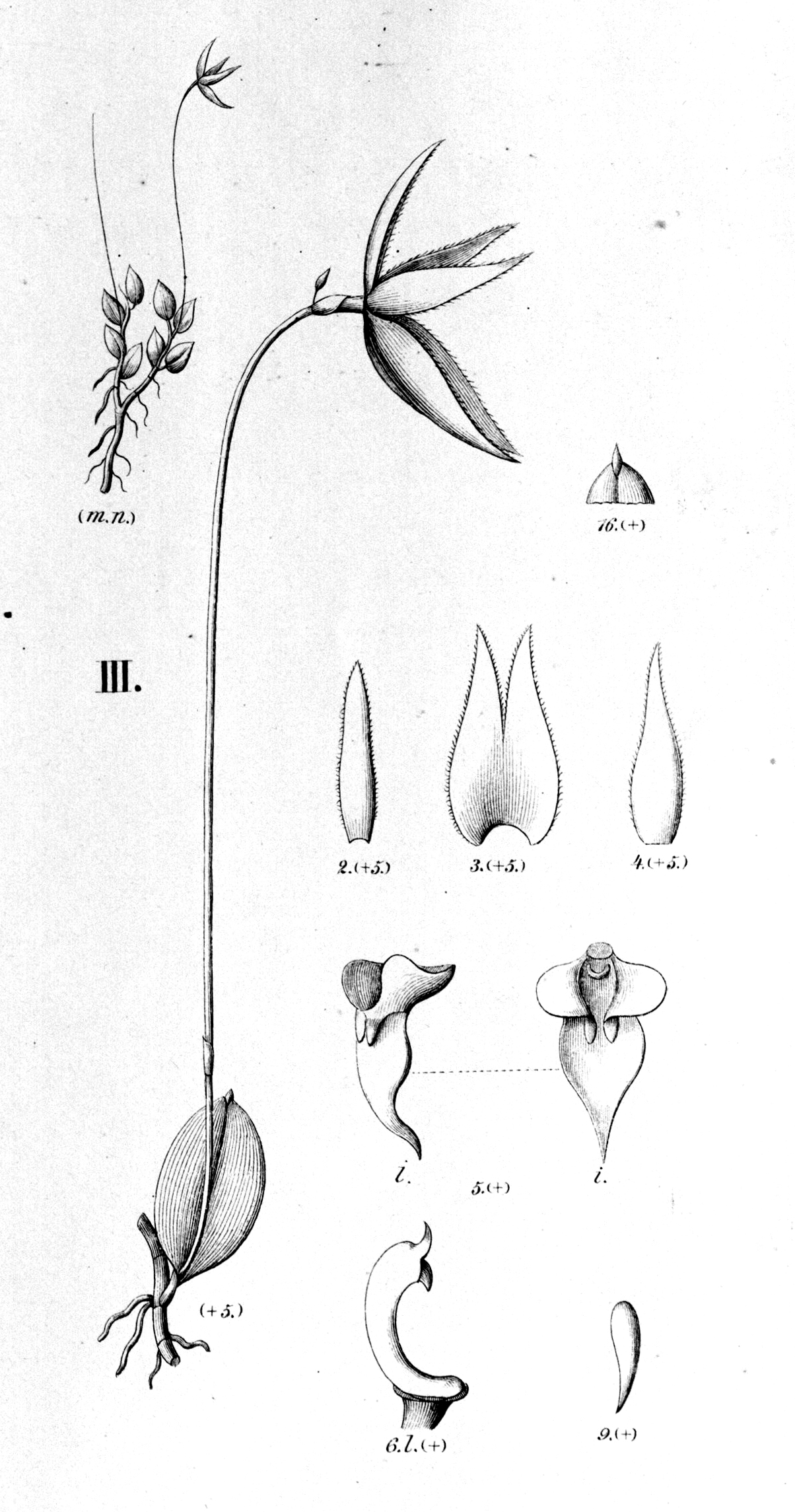
Ilustración

## Descripción
Es una orquídea de pequeño tamaño que prefiere un clima cálido al fresco, con un hábito epífita. Tiene un ramicaule erecto con una única hoja apical, ovada, y aguda. Florece en el verano en una inflorescencia erecta, rígida, de 3 cm de largo, con una sola flor.

## Distribución
Se encuentra en Sao Paulo y Río de Janeiro en Brasil en muy zonas húmedas, árboles de sombra alrededor de pantanos, arroyos y ríos en elevaciones de 1000 a 1400 metros. 

## Taxonomía
Barbosella gardneri fue descrita por (Lindl.) Schltr. y publicado en Repertorium Specierum Novarum Regni Vegetabilis 15(427/433): 261. 1918.
Etimología
Barbosella: nombre genérico que fue otorgado en honor de João Barbosa Rodrigues, investigador de orquídeas brasileñas.
gardneri: epíteto otorgado en honor de Gardner, botánico inglés que recolectó en Brasil.
Sinónimos
- Barbosella microphylla (Barb.Rodr.) Schltr.
- Humboltia gardneri (Lindl.) Kuntze
- Pleurothallis gardneri Lindl.
- Restrepia gardneri (Lindl.) Benth.
- Restrepia microphylla Barb.Rodr.[4][5]